# Wohn- und Wirtschaftsgebäude Behrens-Döhlen
Das Wohn- und Wirtschaftsgebäude Behrens-Döhlen in Bremen-Oberneuland, Oberneulander Landstraße 101, stammt vom Ende des 18. Jahrhunderts.

Das Gebäude wird aktuell (2023) zum Wohnen und durch ein Unternehmen genutzt.
Das Gebäude steht seit 2023 unter Bremischem Denkmalschutz.

## Geschichte
Das eingeschossige giebelständige Wohn- und Wirtschaftsgebäude wurde 1791 (Inschrift über der Grooten Door) als Zweiständer-Hallenhaus in Fachwerk mit erhaltenem Innengerüst, verputzten Ausfachungen, reetgedecktem Krüppelwalmdach und Niedersachsengiebel mit Uhlenloch und Pferdeköpfen gebaut für Berend Behrens und seine Frau Wubcke Döhlen (Balkeninschrift). Es hatte ursprünglich noch erkennbar Tierställe, Diele, Flett (Küche), den hinteren Wohnteil sowie den Heuboden. 1892 erfolgte ein Schornsteinneubau, 1936 wurde die Seitenwand erneuert und 1938 war der Umbau im Wohnhausteil.
Auf dem Hof stehen zudem die 1951 wiederaufgebaute Kornscheune, das Grünfuttersilo von 1956 und das Stallgebäude von 1957 sowie andere neuere Gebäude. Abgerissen wurden der Kuhstall, der Schweinestall, die Remise/Einzelgarage und die Doppelgarage/Werkstatt.
Das Landesamt für Denkmalpflege Bremen befand: „… Dem Dach mit der historischen Schilfrohrdeckung kommt ein besonderer Zeugniswert zu, ebenso wie der Konstruktion und Aufteilung des Wirtschaftsgiebels mit der Groten Dör, den Dungtüren und der Heuluke. … ein beispielhafter Vertreter des niederdeutschen Hallenhauses.“